# Salomon Oppenheim
Pour les autres membres de la famille, voir Famille Oppenheim.
Salomon Oppenheim junior (19 juin 1772, Bonn – 8 novembre 1828, Mayence) est un banquier allemand, fondateur de l'importante banque privée Sal. Oppenheim.

## Biographie
Fils de Hertz Salomon Oppenheim (1750-1832l) et de Hélène Seligmann (sœur du baron Aron Elias Seligmann von Eichthal), Salomon Oppenheim naît d'une famille de juifs de cour qui avait servi en tant que conseillers et prêteurs aux princes-archevêques de Cologne en Rhénanie depuis plusieurs générations.
En 1789, il fonde à Bonn une maison de commission et d'échange. Neuf ans plus tard, après que les troupes françaises eurent occupé la rive gauche du Rhin, Oppenheim déménage à la ville de Cologne. Il fut l'un des premiers juifs qui s'y soient installés après l'expulsion de la communauté juive en 1424. Il était parmi les fondateurs de l'arrière communauté juive de Cologne. Oppenheim est devenu banquier et collecteur d'impôt sur ordre de la puissance occupante française. Après la création de la Province de Juliers-Clèves-Berg en 1815, il se mit au service de l'État prussien.
Oppenheim avait financièrement réussi. Tout d'abord, les transactions monétaires et commerciales sont toujours étroitement liées. Il a également possédé des intérêts, quoique dans une mesure limitée, dans le secteur de l'immobilier. En 1810, il était le deuxième plus important banquier de Cologne, derrière Abraham Schaaffhausen (de). Il était le membre le plus lourdement taxé de la communauté juive. En 1816, son entreprise prend le nom de Sal Oppenheim jr. & Cie.
En collaboration avec la Banque Mendelssohn de Berlin,la banque Oppenheim a été mise en service en 1818 avec l'Organisation de l'indemnité de guerre française à la Prusse. En signe de gratitude, il reçut plus tard le titre honorifique d'agent royal prussien.
En 1822, il devient le premier Juif membre de la Chambre de commerce de Cologne. Dans le début des années 1820, il se tourna de plus en plus vers le financement de l'industrie émergente. Un de ses engagements fut de construire un bateau à vapeur de croisière sur le Rhin et la mise en place de l'assurance maritime.

## Vie familiale
Marié à Therese Deigen Levi, il est le père notamment de :
- Marianne, épouse du banquier Moritz von Haber
- Charlotte, épouse du banquier Adolphe Ratisbonne, fils d'Auguste Ratisbonne et petit-fils de Cerf Beer
  - Edmond (1823-1896), trésorier-payeur général, maire de Ravenel
  - Flore (1824-1915), salonnière, épouse de l'agent de change Alexandre Singer (fils de David Singer)
  - Héléna Zélie (1825), épouse d'Adolphe Worms de Romilly
  - Louis (1827-1900), homme de lettres
  - Zélie (1831), épouse d'Alfred Laloüel de Sourdeval (d'où une fille, mariée à Charles Demachy)
  - Elisa (1834-1880), épouse de Félix Worms de Romilly
- Betty, épouse de Heinrich David Hertz (d'où Gustav Ferdinand Hertz (de))
- Caroline, épouse de Maurice de La Parra (d'où une fille, mariée à Charles Octave Théodore Sallandrouze de Lamornaix)
- Helena (1799-1880), épouse de Benoît Fould
- Simon (1803-1880), banquier
- Abraham (1804-1878), banquier, marié à Charlotte Beyfus (de) (petite-fille de Mayer Amschel Rothschild)
- Eva (1805-1886), épouse de Ferdinand von Kusserow
- Dagobert Oppenheim (de) (1809-1889)

## Sources
- (de) Cet article est partiellement ou en totalité issu de l’article de Wikipédia en allemand intitulé « Salomon Oppenheim » (voir la liste des auteurs).